# Trioncinia retroflexa
Trioncinia retroflexa là một loài thực vật có hoa trong họ Cúc. Loài này được (F.Muell.) Veldkamp miêu tả khoa học đầu tiên năm 1991.